# Giro di Sassonia 2000
Il Giro di Sassonia 2000, sedicesima edizione della corsa, si svolse dal 24 al 30 luglio 2000 su un percorso di 1 049 km ripartiti in 6 tappe (la quinta suddivisa in due semitappe) e un cronoprologo, con partenza da Meissen e arrivo a Dresda. Fu vinto dal tedesco Thomas Liese del Team Nurnberger davanti allo sloveno Walter Bonca e al russo Anton Chantyr.

## Tappe
| Tappa  | Data      | Percorso                              | km    | Vincitore di tappa  | Leader cl. generale |
| ------ | --------- | ------------------------------------- | ----- | ------------------- | ------------------- |
| Prol.  | 24 luglio | Meissen > Meissen (cron. individuale) | 3,8   | Jens Lehmann        | Jens Lehmann        |
| 1ª     | 25 luglio | Meissen > Lipsia                      | 170,9 | Steffen Radochla    | Olaf Pollack        |
| 2ª     | 26 luglio | Lipsia > Klingenthal                  | 165,9 | Morten Sonne        | Thomas Liese        |
| 3ª     | 27 luglio | Klingenthal > Döbeln                  | 202,1 | Heinrich Trumheller | Thomas Liese        |
| 4ª     | 28 luglio | Riesa > Görlitz                       | 183,9 | Roberto Lochowski   | Thomas Liese        |
| 5ª-1ª  | 29 luglio | Görlitz > Zittau                      | 25,2  | Walter Bonca        | Thomas Liese        |
| 5ª-2ª  | 29 luglio | Zittau > Freital                      | 133,4 | Corey Sweet         | Thomas Liese        |
| 6ª     | 30 luglio | Dresda > Dresda                       | 164,2 | Jörn Reuß           | Thomas Liese        |
| Totale | Totale    | Totale                                | 1049  |                     |                     |

## Dettagli delle tappe

### Prologo
- 24 luglio: Meissen > Meissen (cron. individuale) – 3,8 km

| Pos. | Corridore    | Squadra      | Tempo |
| ---- | ------------ | ------------ | ----- |
| 1    | Jens Lehmann |              | 4'33" |
| 2    | Thomas Liese | Nurnberger   | s.t.  |
| 3    | Olaf Pollack | Gerolsteiner | a 1"  |

| Pos. | Corridore    | Squadra | Tempo |
| ---- | ------------ | ------- | ----- |
| 1    | Jens Lehmann |         | 4'33" |

### 1ª tappa
- 25 luglio: Meissen > Lipsia – 170,9 km

| Pos. | Corridore         | Squadra    | Tempo    |
| ---- | ----------------- | ---------- | -------- |
| 1    | Steffen Radochla  |            | 4h10'09" |
| 2    | Thorsten Wilhelms | Nurnberger | s.t.     |
| 3    | David Kopp        |            | s.t.     |

| Pos. | Corridore    | Squadra      | Tempo    |
| ---- | ------------ | ------------ | -------- |
| 1    | Olaf Pollack | Gerolsteiner | 4h14'41" |

### 2ª tappa
- 26 luglio: Lipsia > Klingenthal – 165,9 km

| Pos. | Corridore    | Squadra     | Tempo    |
| ---- | ------------ | ----------- | -------- |
| 1    | Morten Sonne | Fakta       | 4h30'37" |
| 2    | Simone Mori  | Coast       | a 3"     |
| 3    | Peter Rogers | Hohenfelder | a 5"     |

| Pos. | Corridore    | Squadra    | Tempo    |
| ---- | ------------ | ---------- | -------- |
| 1    | Thomas Liese | Nurnberger | 8h45'29" |

### 3ª tappa
- 27 luglio: Klingenthal > Döbeln – 202,1 km

| Pos. | Corridore           | Squadra      | Tempo    |
| ---- | ------------------- | ------------ | -------- |
| 1    | Heinrich Trumheller | Nurnberger   | 5h06'52" |
| 2    | Volker Ordowski     | Gerolsteiner | a 31"    |
| 3    | Anton Chantyr       | Coast        | a 34"    |

| Pos. | Corridore    | Squadra    | Tempo     |
| ---- | ------------ | ---------- | --------- |
| 1    | Thomas Liese | Nurnberger | 13h52'55" |

### 4ª tappa
- 28 luglio: Riesa > Görlitz – 183,9 km

| Pos. | Corridore         | Squadra      | Tempo    |
| ---- | ----------------- | ------------ | -------- |
| 1    | Roberto Lochowski | Agro         | 4h12'21" |
| 2    | Olaf Pollack      | Gerolsteiner | a 3'16"  |
| 3    | Steffen Radochla  |              | s.t.     |

| Pos. | Corridore    | Squadra    | Tempo     |
| ---- | ------------ | ---------- | --------- |
| 1    | Thomas Liese | Nurnberger | 18h08'32" |

### 5ª tappa - 1ª semitappa
- 29 luglio: Görlitz > Zittau – 25,2 km

| Pos. | Corridore     | Squadra          | Tempo  |
| ---- | ------------- | ---------------- | ------ |
| 1    | Walter Bonca  | BOSCH Hausgeräte | 34'02" |
| 2    | Thomas Liese  | Nurnberger       | a 3"   |
| 3    | Anton Chantyr | Coast            | a 13"  |

| Pos. | Corridore    | Squadra    | Tempo     |
| ---- | ------------ | ---------- | --------- |
| 1    | Thomas Liese | Nurnberger | 18h42'38" |

### 5ª tappa - 2ª semitappa
- 29 luglio: Zittau > Freital – 133,4 km

| Pos. | Corridore    | Squadra          | Tempo    |
| ---- | ------------ | ---------------- | -------- |
| 1    | Corey Sweet  | Hohenfelder      | 3h33'49" |
| 2    | Morten Sonne | Fakta            | a 6"     |
| 3    | Arnold Eisel | BOSCH Hausgeräte | s.t.     |

| Pos. | Corridore    | Squadra    | Tempo     |
| ---- | ------------ | ---------- | --------- |
| 1    | Thomas Liese | Nurnberger | 22h16'45" |

### 6ª tappa
- 30 luglio: Dresda > Dresda – 164,2 km

| Pos. | Corridore    | Squadra    | Tempo |
| ---- | ------------ | ---------- | ----- |
| 1    | Jörn Reuß    | Nurnberger |       |
| 2    | Bert Dietz   | Nurnberger |       |
| 3    | Thomas Liese | Nurnberger |       |

| Pos. | Corridore     | Squadra          | Tempo     |
| ---- | ------------- | ---------------- | --------- |
| 1    | Thomas Liese  | Nurnberger       | 22h16'45" |
| 2    | Walter Bonca  | BOSCH Hausgeräte | a 10"     |
| 3    | Anton Chantyr | Coast            | a 36"     |

## Classifiche finali

### Classifica generale
| Pos. | Corridore             | Squadra                        | Tempo     |
| ---- | --------------------- | ------------------------------ | --------- |
| 1    | Thomas Liese          | Team Nurnberger                | 22h16'45" |
| 2    | Walter Bonca          | BOSCH Hausgeräte-Sport Kärnten | a 10"     |
| 3    | Anton Chantyr         | Team Coast                     | a 36"     |
| 4    | Christian Van Dartel  | Hohenfelder-Concorde           | a 53"     |
| 5    | Raphael Schweda       | Team Nurnberger                | a 54"     |
| 6    | Peter Meinert Nielsen | Team Fakta                     | a 1'11"   |
| 7    | Klaus Mutschler       | Team Coast                     | a 1'16"   |
| 8    | Bram Tankink          |                                | a 1'24"   |
| 9    | Marcus Ljungqvist     | Team Fakta                     | a 1'30"   |
| 10   | Volker Ordowski       | Gerolsteiner                   | a 1'50"   |